# Oliviero Garlini
Oliviero Garlini (Stezzano, 4 marzo 1957 – Gandino, 8 maggio 2025) è stato un calciatore, allenatore di calcio e dirigente sportivo italiano, di ruolo attaccante.

## Carriera

### Giocatore

Garlini alla Lazio nella stagione 1984-1985

Garlini esordì in Serie A con la maglia del Como il 29 febbraio 1976. Dopo aver giocato per Empoli, Nocerina (con cui ottenne una storica promozione in Serie B) e Fano, ritornò in A con il Cesena promosso dalla B nel 1980-81, promozione a cui contribuì attivamente con 10 realizzazioni. In Romagna fece coppia con l'austriaco Walter Schachner realizzando 12 reti in due stagioni in massima serie e restando in bianconero anche dopo la retrocessione in B.
Nel 1984 si trasferì alla Lazio di Giorgio Chinaglia che, in preda a una grave crisi societaria, nell'annata 1984-85 retrocesse in B. Nel campionato successivo, con allenatore Luigi Simoni, Garlini fu capocannoniere della serie cadetta con 18 reti.
Nel 1986 si trasferì all'Inter per 1,3 miliardi di lire, dove fu chiuso da Alessandro Altobelli e Karl-Heinz Rummenigge. Passò così all'Atalanta con cui ottenne la promozione in A e una storica semifinale nella edizione della Coppa delle Coppe del 1987-1988, poi all'Ancona, in Serie B, nella stagione 1988-89, per poi chiudere la carriera con Ascoli in A (stagione 1989-90, conclusa all'ultimo posto) e Ravenna in C2.
Ha complessivamente totalizzato 118 presenze e 18 reti in Serie A, e 189 presenze e 55 reti in Serie B.

### Allenatore e dirigente
Appesi gli scarpini al chiodo, Garlini intraprende la carriera di allenatore e dal 2004 al 2011 guida le giovanili del Dalmine.
Entrò successivamente nello staff del Padova, chiamato dall'amico Alessandro Altobelli, come team manager, prima in serie B e poi in serie C1. Commise però una gaffe in una partita decisiva per la salvezza, Padova-Varese giocata il 3 aprile 1999, con i biancoscudati in vantaggio per 2-0: a tre minuti dalla fine della gara non impedì la sostituzione dell'unico giocatore under 21 della squadra rimasto in campo, contravvenendo a una regola della federazione. L'episodio costò una sconfitta a tavolino che a fine stagione fu determinante per la retrocessione dei biancoscudati.
Dal 2011 assume il ruolo di responsabile del settore giovanile dell'A.C. Bergamo Longuelo, società dilettantistica di Bergamo che milita nel campionato di Prima Categoria.

## Morte
È morto l'8 maggio 2025, all'età di 68 anni, dopo una lunga malattia, presso la residenza socio sanitaria della Fondazione Caccia di Gandino, in provincia di Bergamo.

## Palmarès

### Giocatore

#### Club
- Campionato italiano Serie C: 1

Nocerina: 1977-1978 (girone C)

#### Individuale
- Capocannoniere della Serie B: 1

1985-1986 (18 gol)